# Magdalena (voornaam)
Magdalena is een meisjesnaam, die ontleend is aan Maria Magdalena. De naam betekent "vrouw uit Magdala". Het Aramese woord megdala betekent "toren".
Verkorting van de naam is Magda. De Franse of Engelse vorm is Madeleine.

## Bekende naamdraagsters
- Magda Aelvoet, Belgische Groen!-politica
- Madeleine Albright, voormalig minister van buitenlandse zaken van de Verenigde Staten
- Anna Magdalena Bach, de tweede vrouw van Johann Sebastian Bach
- Magda Goebbels, vrouw van nazileider Joseph Goebbels
- Magda Janssens, Nederlands-Belgische actrice
- Magdalena Lesniak, Poolse kunstenares
- Magda Mendes, Portugees zangeres

## Trivia
In Brussel is de Magdalena-kerk (of l'église Madeleine) bekend geraakt als asielplaats voor uitgeprocedeerde asielzoekers of "sans-papiers".